# Садден-Веллі (Вашингтон)
Садден-Веллі (англ. Sudden Valley) — переписна місцевість (CDP) в США, в окрузі Вотком штату Вашингтон. Населення — 6354 особи (2020).

## Географія
Садден-Веллі розташований за координатами 48°43′12″ пн. ш. 122°20′54″ зх. д. / 48.72000° пн. ш. 122.34833° зх. д. (48.720067, -122.348264).  За даними Бюро перепису населення США в 2010 році переписна місцевість мала площу 21,02 км², з яких 16,20 км² — суходіл та 4,82 км² — водойми.

## Демографія
Згідно з переписом 2010 року, у переписній місцевості мешкала 6441 особа в 2561 домогосподарстві у складі 1842 родин. Густота населення становила 306 осіб/км².  Було 2892 помешкання (138/км²).
Расовий склад населення:
| - 91,3 % — білих - 1,9 % — азіатів - 0,9 % — чорних або афроамериканців - 0,8 % — корінних американців - 0,2 % — вихідців з тихоокеанських островів - 1,1 % — осіб інших рас |

До двох чи більше рас належало 3,8 %. Частка іспаномовних становила 4,9 % від усіх жителів.
За віковим діапазоном населення розподілялося таким чином: 23,3 % — особи молодші 18 років, 64,1 % — особи у віці 18—64 років, 12,6 % — особи у віці 65 років та старші. Медіана віку мешканця становила 38,9 року. На 100 осіб жіночої статі у переписній місцевості припадало 98,7 чоловіків;  на 100 жінок у віці від 18 років та старших — 95,8 чоловіків також старших 18 років.
Середній дохід на одне домашнє господарство  становив 81 048 доларів США (медіана — 74 805), а середній дохід на одну сім'ю — 84 237 доларів (медіана — 78 143). Медіана доходів становила 47 991 долар для чоловіків та 41 685 доларів для жінок. За межею бідності перебувало 7,8 % осіб, у тому числі 13,3 % дітей у віці до 18 років та 1,7 % осіб у віці 65 років та старших.
Цивільне працевлаштоване населення становило 3205 осіб. Основні галузі зайнятості: освіта, охорона здоров'я та соціальна допомога — 25,2 %, науковці, спеціалісти, менеджери — 13,3 %, роздрібна торгівля — 12,2 %.